# Al-Jura
Pour les articles homonymes, voir Jura.
Al-Jura (الجورة), aussi transcrit al-Goura et al-Joura en français, était un village palestinien du sous-district de Gaza, limitrophe d’Ashkelon et des ruines de l’antique Ascalon. En 1945, il avait environ 2 420 habitants, majoritairement musulmans. Bien que défendu par l’armée égyptienne, les forces de défense d'Israël s’emparent d’al-Jura le 4 novembre 1948 au cours de l’opération Yoav.
Il fait partie des centaines de villages palestiniens expulsés en 1948.

## Géographie
Al-Jura (El-Jurah) est placé au nord-est et limitrophe de la ville d’Ascalon ; il est aussi connu sous le nom de Jurat Ascalon. Il est construit sur un terrain plat, à moins d’un kilomètre de la mer. Il est entouré de dunes de sable, formées par la mer. Il est aussi situé à moins de 20 km de Gaza et à une altitude moyenne de 25 mètres. Les maisons du village étaient construites en pierre prélevées sur le site d’Ascalon ou en adobe.
Le village avait un territoire de 12 224 dounams, dont 481 étaient utilisés pour les agrumes et les bananes, 7192 pour les vergers et les terres irriguées, 2965 semés en céréales et 45 dounams construits. Les Arabes possédaient 10 705 dounams, le reste des terres étant publiques ; plus de 10 000 dounams étaient cultivés, produisant amandes, agrumes, abricots, pommes, raisins, légumes, oignons et céréales. Outre l’agriculture, al-Jura vivait de la pêche, étant un des principaux ports de pêche de Palestine et il produisait aussi des paniers et des filets de pêche.

## Histoire
Le nom d’Al-Jura signifie « le saint ». Le sanctuaire de la Tête d’al-Hussein ibn Ali (en) était situé hors de la ville, jusqu’à sa destruction par l’armée israélienne en 1950.
Les habitants ont des origines égyptiennes, de la région d’Hébron et de la communauté bédouine.
Des céramiques byzantines ont été trouvées avec des pièces du VIIe siècle.

### Empire ottoman
On pense qu'al-Jura s’est installé sur le site du village antique de Jagur.
Dans le premier cadastre ottoman de 1526/7, le village est inhabité. En 1596, le village est réoccupé ; il fait partie de la nahié de Gaza et s’appelle alors Jawrat al-Hajja. Il a 46 foyers musulmans, soit environ 253 habitants, qui payaient des taxes pour un montant total de 3400 akçe.
Marom et Taxel ont montré qu’aux XVIIe et XVIIIe siècles, l’économie nomade et l’insécurité ont mené à l’abandon de nombre de villages autour de Majdal ‘Asqalān (Ascalon), et dans toute la plaine méridionale côtière en général. La population de ces villages allait s’installer dans des villages où survivre, leurs terres continuant d’être cultivées par les villages voisins. Ainsi, al-Jura absorba les terres d’al-Rasm et d’al-Bira, ce dernier séparé du village par al-Majdal.
Mustafa al-Bakri al-Siddiqi, professeur soufi syrien (1688–1748/9) visite Al-Jura dans la première moitié du XVIIIe siècle, avant de partir pour Hamama (en).
En 1838, Edward Robinson signale el-Jurah comme village musulman, dans le district de Gaza.
En 1863, le voyageur français Victor Guérin visite le village, qu’il appelle Djoura, et estime sa population à 300 personnes. Il remarque de nombreuses antiquités, originaires de la cité antique, et que les habitants font pousser de magnifiques arbres fruitiers, des fleurs et des légumes. Une liste de villages ottomane de 1870 compte 340 hommes, sans compter les femmes,.
Les habitants entretenaient une mosquée avec deux pièces annexes pour accueillir les visiteurs.

### Mandat britannique
|                           |
| Al-Jura, 1931 (1:200,000) |

|                           |
| Al-Jura, 1945 (1:250,000) |

Au recensement de 1922 mené par les autorités britanniques, Jura a une population de 1326 habitants, tous musulmans ; à celui de 1931, la population croit à 1754, dont 1752 musulamns et 2 chrétiens.
Le village possédait une mosquée et une école, fondée en 1919 et avec 206 élèves inscrits dans les années 1940. Bénéficiant de la fraîcheur maritime, le village est devenu une destination estivale ; au printemps, un mawsim attiraient les habitants de tout le sous-district de Gaza. Une station de garde-côtes était installé à al-Jura.
Dans les statistiques de Village de 1945, El Jura a une population de 2420 musulmans.
En plus de l’agriculture, les habitants d’al-Jura pratiquaient l’élevage qui fournissaient des revenus importants à la ville. En 1943, ils possédaient 115 bovins et 7 moutons de plus d’un an, 92 chèvres de plus d’un an, 47 chameaux, 7 chevau, une mule, 130 ânes, 970 volailles et 227 pigeons.

### Guerre de 1948 et période israélienne
Le 15 octobre, al-Jura est bombardé par des avions israéliens, en même temps que Gaza.
Fin novembre 1948, les troupes des FDI du district de la plaine côtière ratissaient les villages autour et au sud d’al-Majdal. C’est la brigade Guivati qui s’empare d’al-Jura. Al-Jura était sur une liste de villages dans les ordres fournis aux FDI et aux pelotons du génie, villages à expulser vers Gaza et dont « il faut prévenir le retour en détruisant leurs villages ». Le chemin menant au village a ainsi été miné. L’opération a lieu le 30 novembre selon Benny Morris. Les soldats israéliens ne trouvent pas âme qui vive à al-Jura, mais la destruction du village n’est pas immédiate à cause de l’humidité des maisons et de la pénurie d’explosifs. Selon l’Encyclopédie de la question palestinienne, l’occupation du village a lieu les 4-5 novembre, la population fuyant à Gaza.
En 1992, seule une maison était épargnée ; des plantes épineuses poussaient sur les parties du site qui n’étaient pas construites. Le site du village est incorporé dans le parc national d'Ashkelon (en). En 1998, le nombre réfugiés descendant des habitants d’al-Jura est estimé à 17 239.

## Sanctuaire de la tête d’Hussein

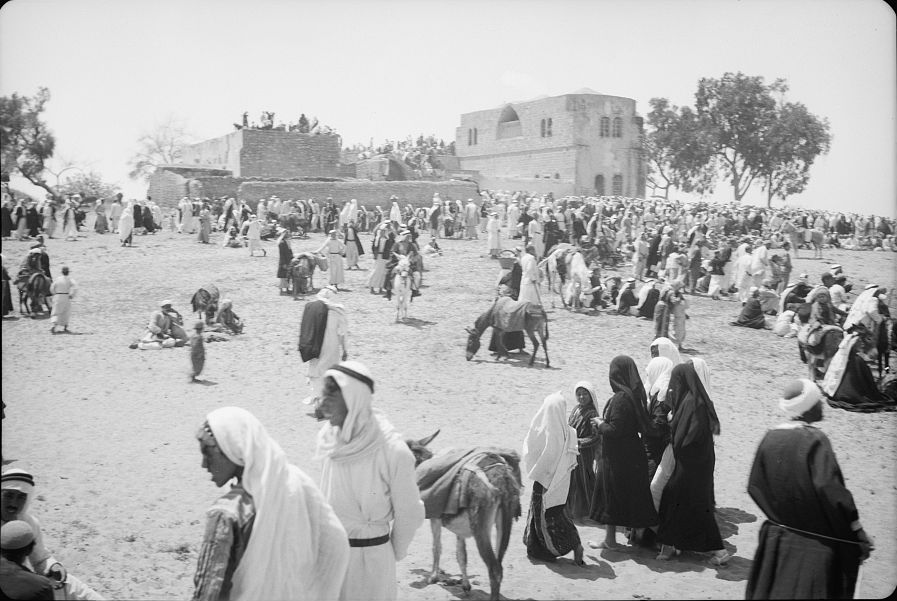
Le sanctuaire durant le festival annuel, en 1943.

The sanctuaire de la Tête d’al-Hussein ibn Ali (en) était un sanctuaire d’époque fatimide, situé sur une collinee hors d’al-Jura, réputé pour abriter la tête d’al-Hussein ibn Ali that was reputed to have held the head of Husayn ibn Ali
Ce site est le plus important des Lieux Saints du chiisme en Palestine mais a été détruit par l’armée israélienne en 1950, par ordre de Moshe Dayan, probablement en lien avec les efforts pour expulser les derniers Arabes de la région.

## Galerie

Festivités du printemps à al-Jura en 1943
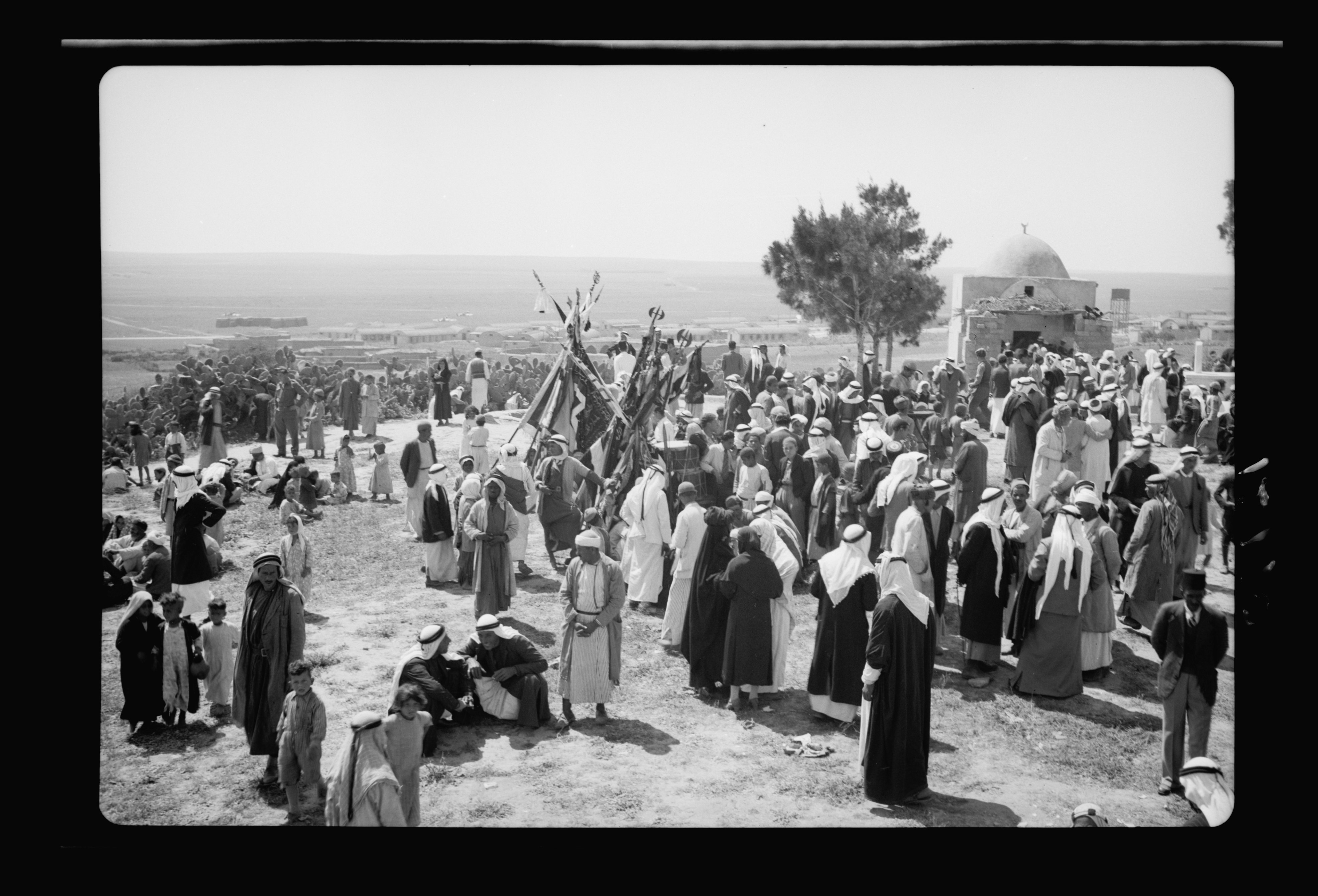
Fin de procession.
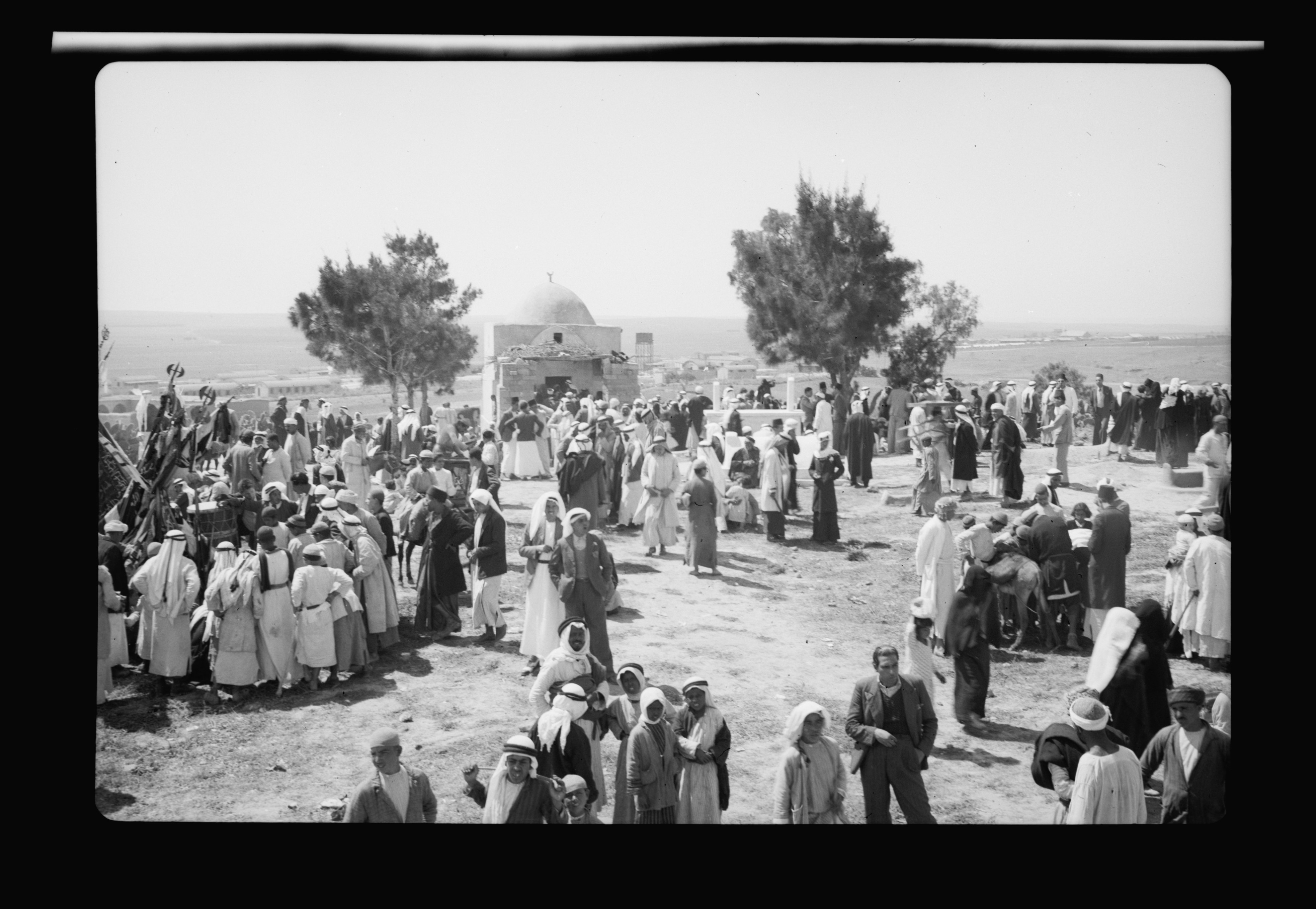
Les prières devant le sanctuaire de la Tête d’Hussein.
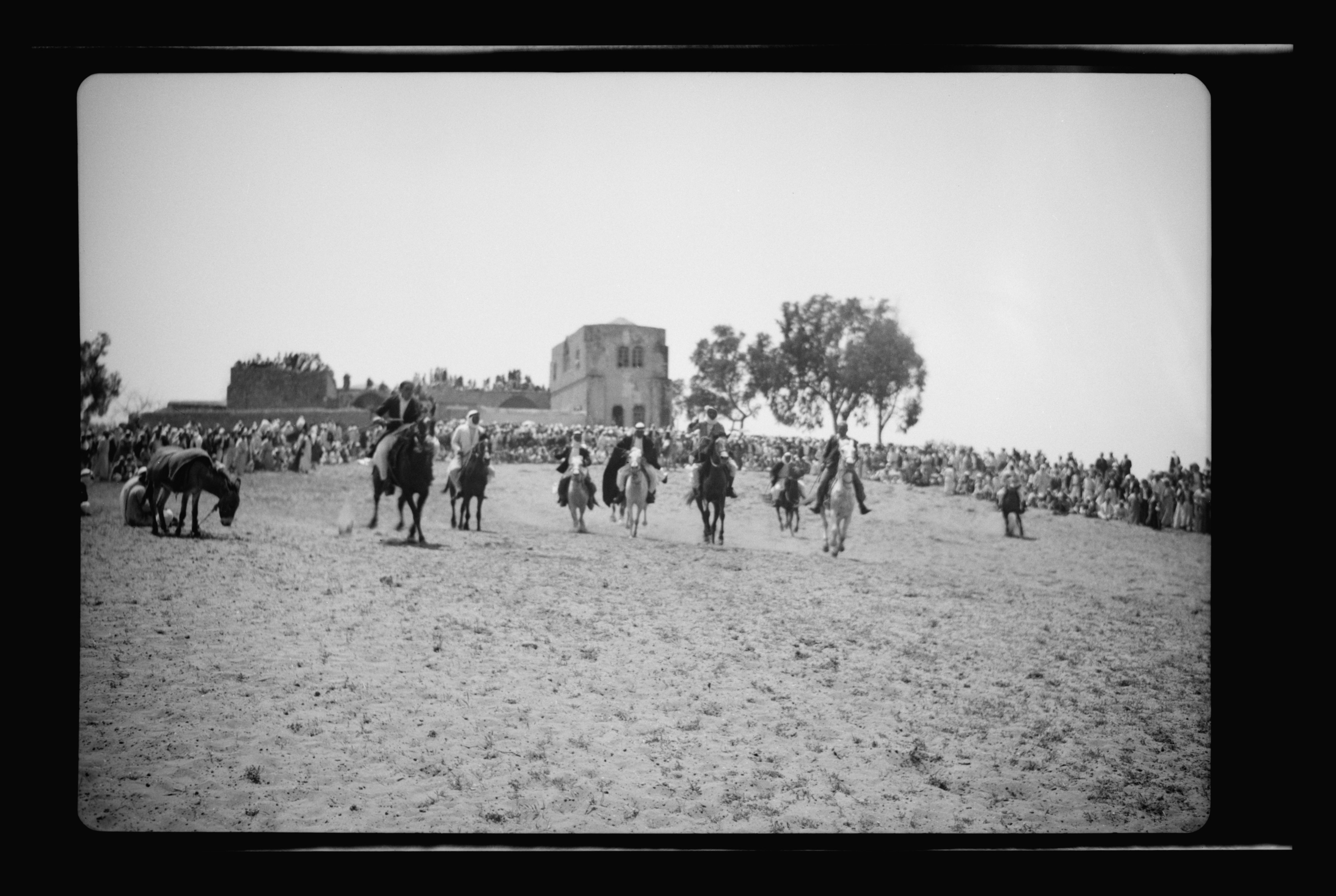
Course de chevaux durant le festival.
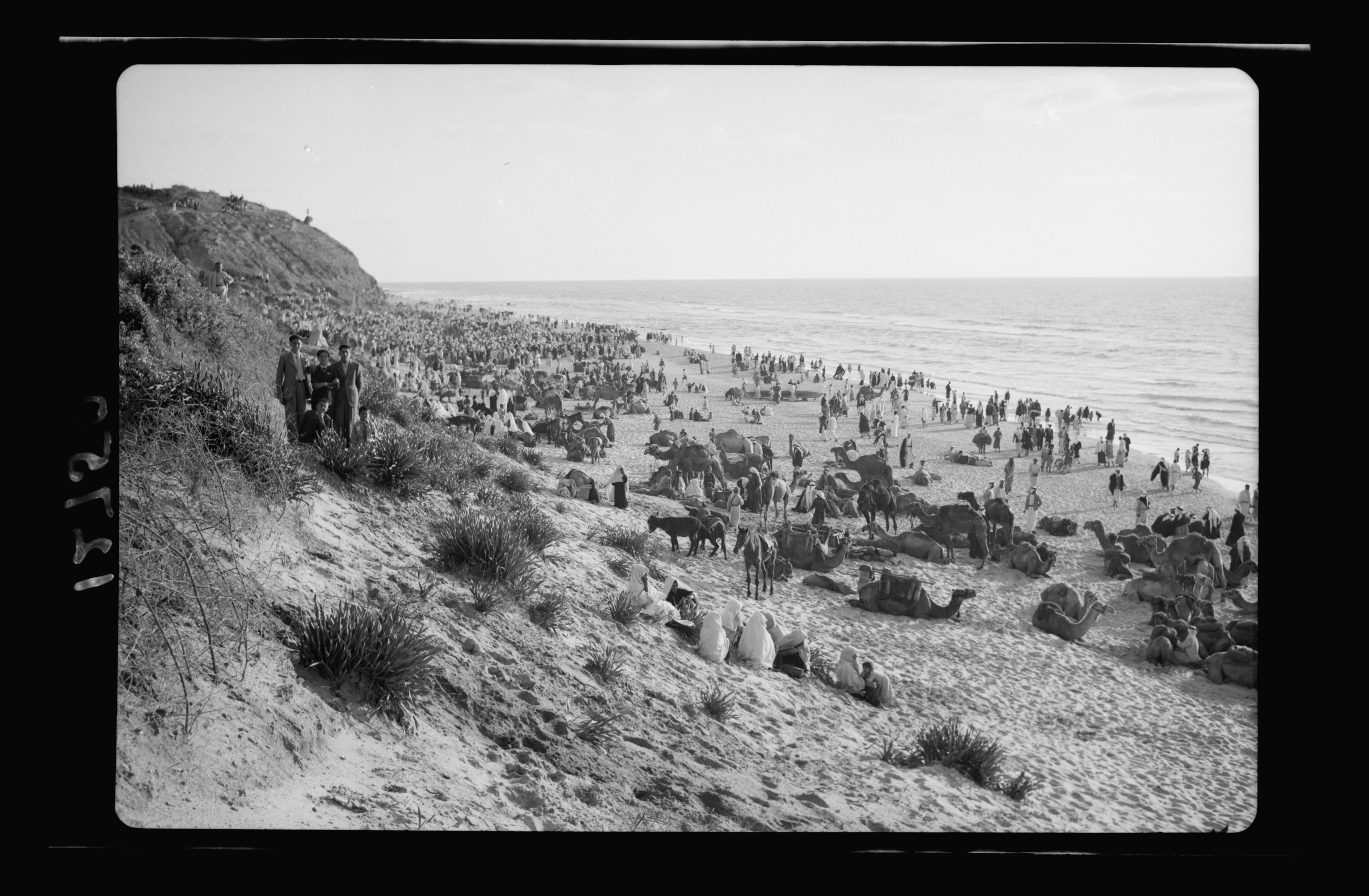
Sur la plage au moment du festival.
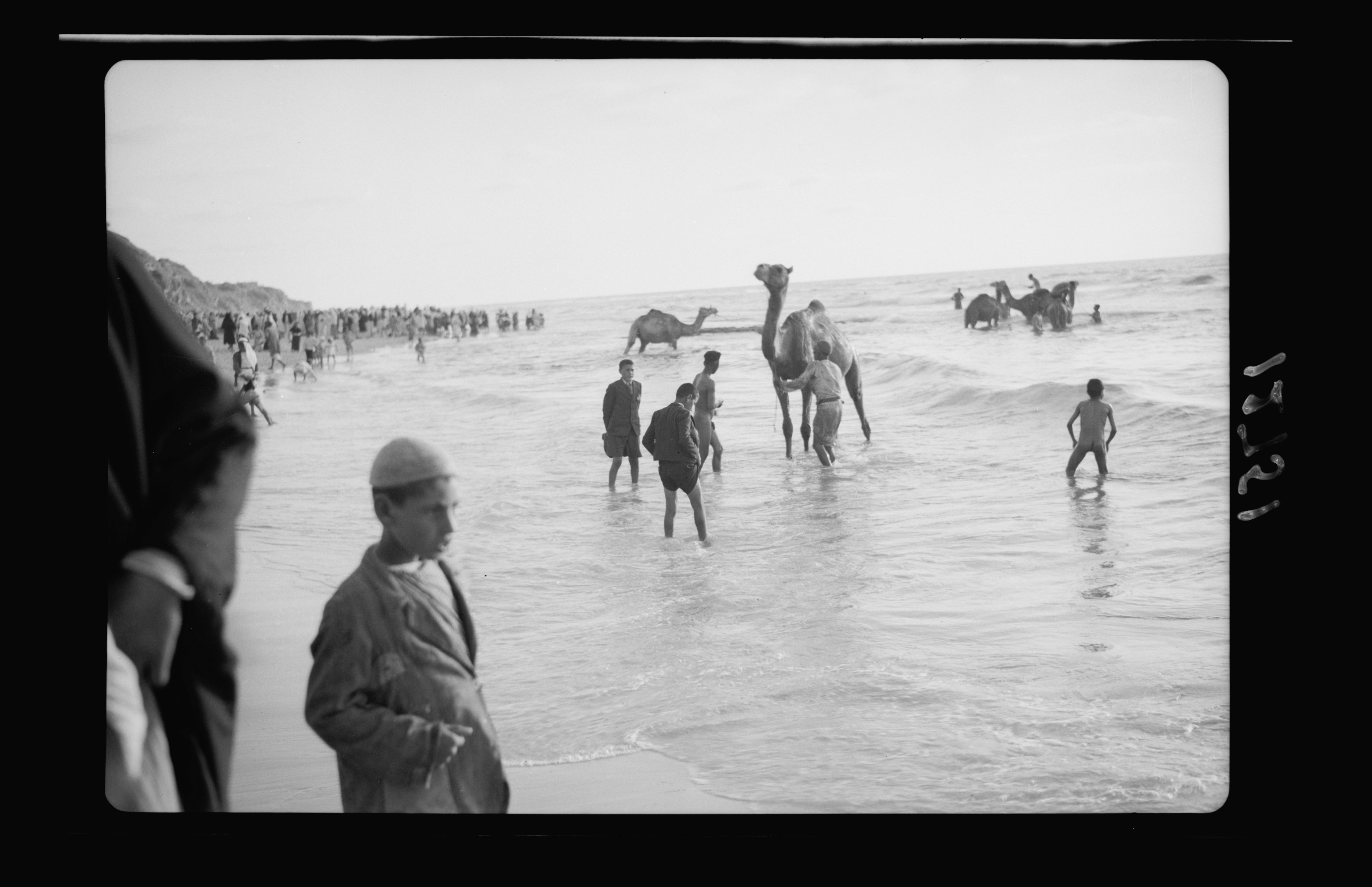
Bain de mer pour les dromadaires.

## Personnalités
- Le fondateur et chef spirituel du Hamas, Ahmed Yassine, est né à al-Jura[29]
- Les parents d’Ismaël Haniyeh[30]